# Subdiácono
O Subdiácono, em várias denominações cristãs, é um ministro sagrado com diversas funções.

## Igreja Ortodoxa

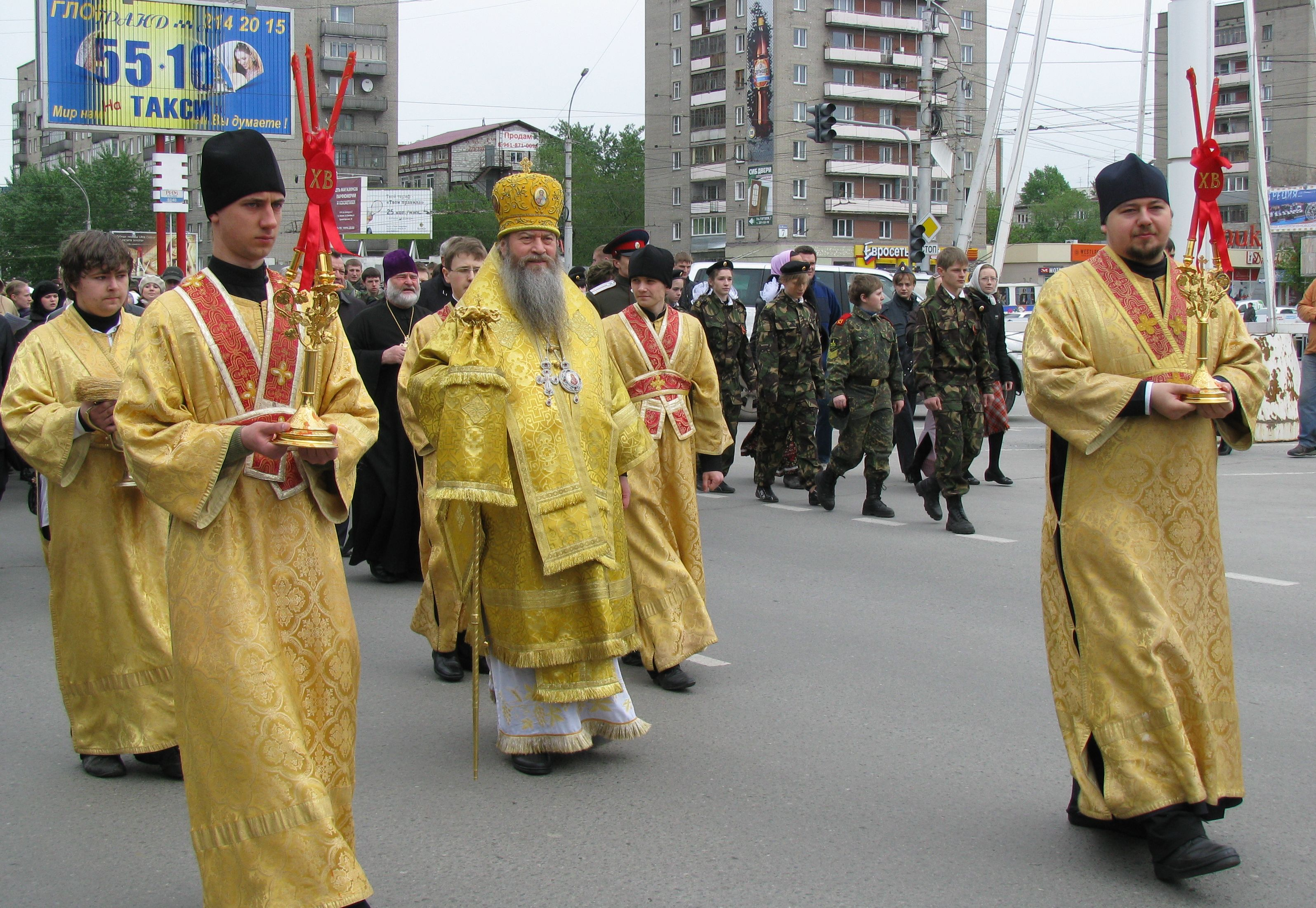
Subdiáconos ortodoxos russos (usando estolas vermelhas) em torno de um bispo.

Um subdiácono ou hipodiácono é a mais elevada das ordens menores do clero na Igreja Ortodoxa. Esta ordem é maior do que o leitor, e inferior ao diácono.

### Disciplina canônica
Como o leitor, a veste clerical diária do subdiácono é a batina, que normalmente é preta. Os cânones proíbem os subdiáconos de se casarem depois da sua ordenação (bem como os diáconos e sacerdotes). Esta estipulação conduziu, em alguns lugares, a reserva do serviço do subdiácono como um reforço para os candidatos ao sacerdócio, embora esta prática não seja universal. Isso também significa que, enquanto os adolescentes que mostram fervor particular podem ser instituídos como acólitos e leitores, o subdiaconato é geralmente reservado para aqueles de idade mais madura, a idade mínima para a ordenação canônica subdiaconal é de vinte anos.

### Função, vestimenta e ordenação
No rito bizantino (seguido pela maioria das Igrejas ortodoxas), função litúrgica do subdiácono é principalmente a de servir o bispo. Ele auxilia o bispo durante serviços hierárquicos.
Para os serviços, o subdiácono é investido em um sticharion com um orarium amarrado na cintura, por cima de seus ombros (formando uma cruz nas costas), e com as extremidades cruzadas, e colocadas em torno da cintura. Este se distingue dos acólitos porque estes foram ordenados e abençoados para vestir o orarium, que não é cruzado na frente, mas simplesmente pendurado para baixo.
Nas ocasiões em que há uma escassez de coroinhas, o recém-ordenado subdiácono pode ser obrigado a servir na liturgia, caso em que a tomada da água benta para as pessoas pode ser omitido, e ele pode ajudar a servir deveres no altar e nas entradas.

### Rito ocidental
No rito ocidental ortodoxo, o papel do subdiácono é essencialmente como um assistente para o diácono no cumprimento de seu papel. Este talvez mais claramente reflete as origens da subdiaconato do que no rito bizantino, onde, muitas funções diaconais, ao longo do tempo, passam a ser vistos como próprios da subdiácono em seu próprio direito. No rito ocidental ortodoxo, o subdiácono deve ler a Epístola em uma Missa Solene (a forma mais solene e elaborado da Missa ocidental) - um papel que pode ser realizada por um sacerdote ou leitor na Missa Baixa, e de assistir o diácono na preparação das oferendas e de trazê-las até o altar (nos ritos ocidentais que mantêm a Procissão do Ofertório).[carece de fontes?]
Ele também auxilia o diácono durante a leitura do Evangelho, trazendo o livro do evangelho até o lugar da proclamação, e segurando o livro enquanto o evangelho é lido. Nos serviços pontifícios (serviços em que um pontífice/bispo está presente e preside), o subdiácono também auxilia o diácono na aquisição das roupas do bispo.[carece de fontes?]
A veste diária do subdiácono é a batina. 
Durante os serviços, os subdiácono usam uma alva, sobre o qual ele usa o manípulo, o cíngulo, e a tunicela. Os subdiáconos do rito ocidental não usam a estola - que está reservado para os diáconos, padres e bispos.

## Igreja Latina

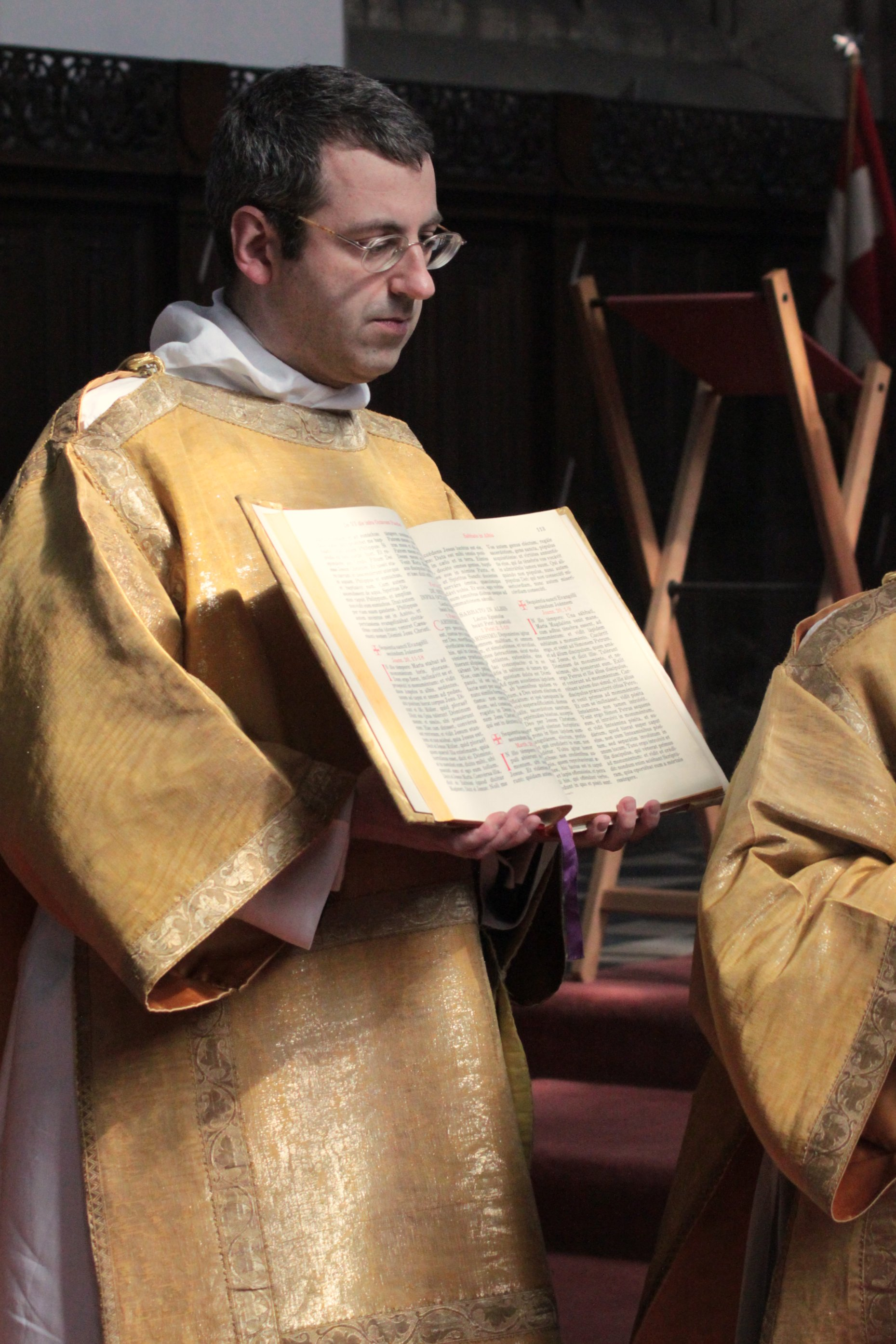
Subdiácono católico segurando o Evangelho.

Na Igreja Latina, a começar de cerca de 1200 até 1972 o ministério do subdiaconado era considerado uma Ordem Maior. O subdiácono não podia contrair matrimônio, e qualquer violação por ele da obrigação de observar o celibato era classificado como um sacrilégio (cf. cânone 132 do Código de Direito Canônico de 1917). Canon 135 do mesmo Código de Direito Canônico o obrigou a dizer todas as horas canônicas do Ofício Divino (Breviário).
Pelo motu proprio de papa Paulo VI "Ministeria quaedam", de 15 de agosto de 1972, foi abolida o subdiaconado, mas foi permitido às conferências episcopais utilizar o termo "subdiácono" no lugar de "acólito".
Atualmente são definidos de "ministérios" as "ordens menores" de antes de 1973 e geralmente estes ministérios são apenas dois, os de leitor e de acólito. Porém organizações como a Fraternidade Sacerdotal São Pedro, o Instituto de Cristo Rei e Sumo Sacerdote, a Administração São João Maria Vianney são autorizados a continuar a conferi-las, incluso o subdiaconado. Isso não tem efeito jurídico e também nestes grupos o estado de clérigo confere-se com a ordenação para o diaconado e não antes. As ordens sagradas são apenas aquelas de bispo, padre e diácono. 

### Igrejas católicas orientais
Nas Igrejas católicas orientais as funções do subdiácono são semelhantes aos dos ortodoxos.

## Igreja Anglicana
Enquanto o cargo de subdiácono foi abolido na Igreja Anglicana na época da Reforma, certas igrejas e comunidades da Comunhão Anglicana e dentro das Igrejas Anglicanas Continuadas atribuem a um leigo o encargo de atuar como subdiácono na celebração da liturgia da missa (especialmente a Missa Solene). No entanto, esta é considerada apenas uma função litúrgica, e não é uma ordem.[carece de fontes?]
Em algumas dioceses e províncias, leigos que atuam como subdiáconos desta maneira podem ser obrigados a ser especificamente autorizado pelo respectivo bispo ou arcebispo. As roupas próprias do subdiácono são a alva e a tunicela.